# Кампиноский национальный парк
Кампиноский национальный парк (пол. Kampinoski Park Narodowy) — национальный парк в Польше. Площадь составляет 385,44 км²; является вторым по величине в стране. Расположен к северо-западу от Варшавы, занимая большую часть Кампиносской пущи.
Парк является местом сохранения природных сообществ, внутренних дюн, водно-болотных угодий и лесов, богатого животного мира, а также памятников польской истории и культуры. Лесные дюны парка Кампинос являются одними из самых интересных внутренних комплексов дюн в своем роде в Европе. Это один из немногих национальных парков в мире, находящихся в непосредственной близости от столицы государства.

## Административное деление
Парк расположен в Мазовецком воеводстве, на территории 17 гмин.
В соответствии с требованиями программы ЮНЕСКО «Человек и биосфера» заповедник имеет три зоны: центральную, буферную и переходную.
- Центральная зона включает в себя районы строгой защиты парка и прилегающих к ним ценных природных территорий. Его основная функция заключается в защите природных ресурсов и природных процессов. Занимает около 15 % парка.
- Буферная зона целиком лежит в пределах парка. Она состоит из частично охраняемых территорий и ландшафтных заповедников. Эта зона служит для защиты от ненадлежащего природного развития, урбанизации и промышленности, а также для реализации различных форм защиты, например, облесения.
- Переходная зона охватывает всю буферную зону парка с фрагментами охраняемых природных территорий Варшавы. Это зона большой природной ценности, включающая 8 заповедников.

## География

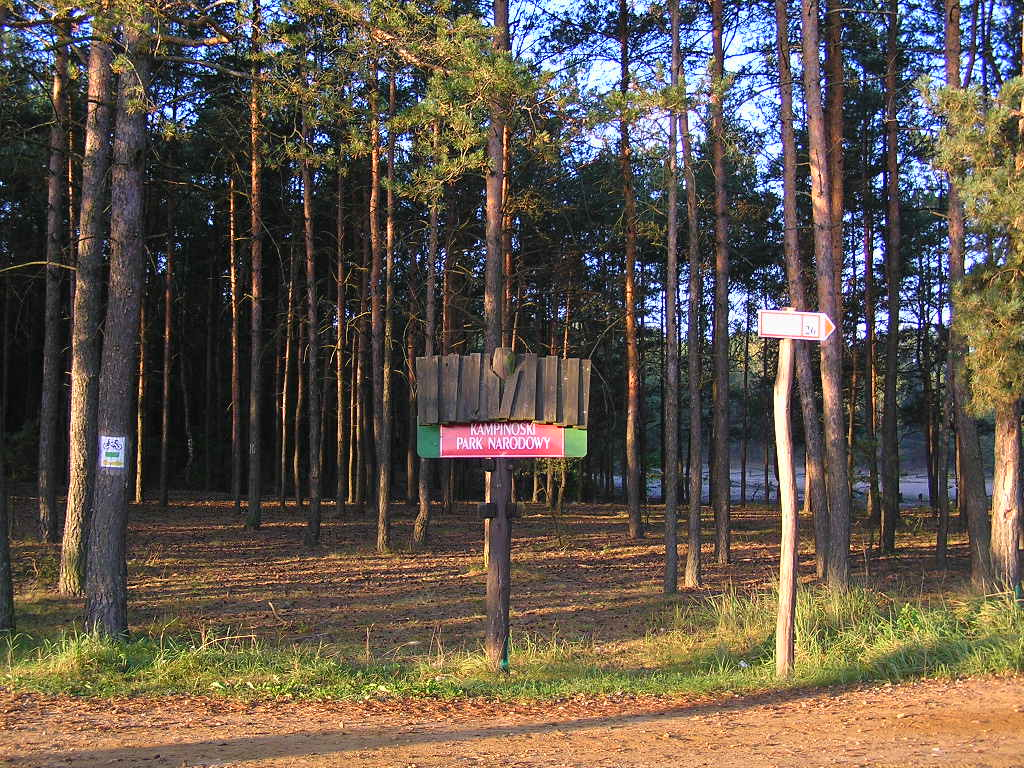
Вход в парк

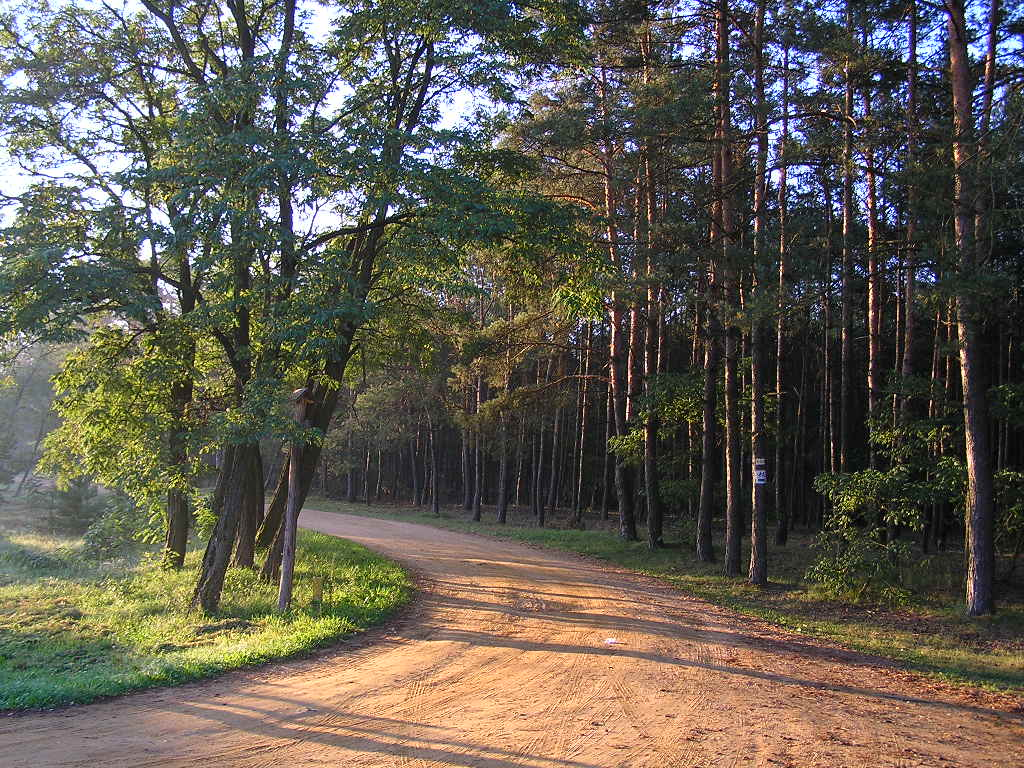
Кампиноский парк недалеко от деревни Палмиры

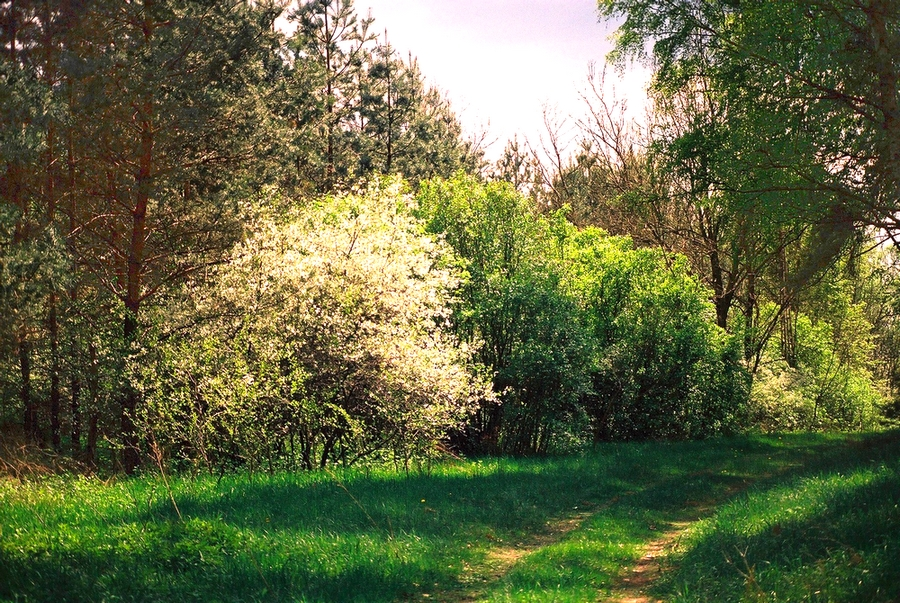
Кампиноский парк весной

Парк представляет собой площадь лесных комплексов, расположенных в древней долине Вислы. Более 70 % (240 км²) парка покрыта лесами. Наиболее характерные особенности ландшафта — внутренние дюны и обширный комплекс водно-болотных угодий с разнообразной и богатой растительностью. В Кампиноском национальном парке поверхностные воды занимают небольшую площадь. Самой важной рекой является Ласица (правобережный приток Бзура), в бассейне которой расположена большая часть буферной зоны. Существуют также небольшие озёра и пруды, крупнейшим из которых является Келпиньске и Дзекановске.

## Климат
Парк подвержен влиянию морского климата, с преобладанием континентального. Среднегодовая температура составляет около 7,8 °C; среднее годовое количество осадков — около 530 мм. Из-за разнообразного рельефа и ландшафта климат парка не является равномерным по всему району. Климат парка также отличается от соседних областей: прохладные или тёплые воздушные массы остаются здесь дольше, чем в Варшаве, чаще бывают безветренные периоды. На климат также влияют долина реки Вислы и близость городской агломерации Варшавы.

## История
Кампиносская пуща получила своё название от деревни Кампинос. Этимология названия не полностью выяснена. Впервые упоминается под этим именем в 1489 году.
Наибольшее влияние на территорию нынешней Кампиносской пущи оказало таяние ледника. В результате снижения уровня воды, отрезания ветви русла Вислы от основных рек, осаждения органических веществ и медленного высыхания образовались дюны и болота.
В пуще встречаются следы людей каменного века и германской культуры. Во время переселения народов здесь проходили готы и гунны, пока сюда не пришли славяне.
Пуща оставалась нетронутой в течение длительного времени. До XV века пуща находилась в собственности князей Мазовии и служила в качестве места для охоты. В конце XV века включена в состав польского королевства, хотя на практике земля была возвращена в частную аренду, тогда же на окраине пущи начали формироваться первые поселения. В Кампиносе находились охотничьи угодья польских королей — Яна III Собеского и Станислава Августа Понятовского.
В XVI веке началась активная эксплуатация и вырубка леса для добычи смолы и древесного угля, достигшая наибольших размахов в XVIII веке. На севере пущи на землях, расположенных между границей пущи и Вислы, в восемнадцатом веке поселились религиозные группы меннонитов из Нидерландов, просуществовавших до Второй мировой войны.
В XIX веке здесь находилась штаб-квартира руководителей январского восстания.
Пуща пострадала в ходе Первой мировой войны в связи с выкорчёвыванием деревьев для создания траншей и военных действий. После оккупации Германией в пуще строится промышленная железнодорожная узкая колея для улучшения заготовки древесины.
Идея создания парка была создана в двадцатые годы двадцатого века, чего оказалось трудно достичь, так как большая часть пущи была тогда ещё в руках помещиков или под контролем армии. По этим причинам до войны, в Кампиносе не удалось создать национального парка, однако в 1936—1937 годах было создано несколько резерватов. Большая заслуга в создании парка принадлежит Роману и Ядвиге Кобендзам, проводившим в Кампиносской пуще в 1930-е годы обширные флористические, геоморфологические и геологические исследования и прилагавших напряженные усилия по включению защиты пущи в качестве национального парка.
В ходе боевых действий во время Второй мировой войны лесные массивы значительно сократились. В сентябре 1939 в ходе битвы на Бзуре сквозь пущу отступали остатки армий «Познань» и «Померания». Так как пуща давала выход к Варшаве и Модлину, Кампинос становится ареной ожесточенной борьбы в течение двух недель. Силы Вермахтa пытались окружить отступавшие польские войска, однако полякам удалось прорваться к Варшаве ценой больших потерь. Оккупация принесла кошмар голода, террора и тайных казней. В непосредственной близости от складов боеприпасов в Пальмирах, а также в других частях пущи в 1939—1941 годах были убиты в общей сложности более 2000 человек. В то же время на протяжении всей войны в пуще велась партизанская война. Апогеей этой войны стала «Кампиносская Республика» — область пущи, полностью контролируемой партизанами во время Варшавского восстания. Немцы ликвидировали её после подавления восстания. Память о войне осталась на множестве военных кладбищ.
После второй мировой войны началось обновление пущи. Несколько крупных войн и десятилетий неограниченной эксплуатации со стороны захватчиков и оккупантов плохо отразились на состоянии польских лесов, в том числе однородности. Некоторые дюны оказались «лысыми» в такой степени, что они образовали огромную пустыню, называемую «белыми горами». Таким образом, после обретения независимости, сохранение природного наследия стало главной задачей.
С приходом коммунизма и национализации частной собственности удалось достичь неосуществимой до войны идеи — создания национального парка. Кампиноский национальный парк был создан 16 января 1959 года, на тот момент являясь самым большим национальным парком в Польше. С 1975 года действует государственная программа превращения частной земли в парк, которая сегодня уже реализуется на 75 %. Историческим достижением было успешное восстановление из 1970-х годов редких видов: лося, рыси и бобра. С 2000 года, парк признан ЮНЕСКО всемирным биосферным заповедником «Кампиносская пуща» и европейским птичьим заповедником.

## Флора и фауна

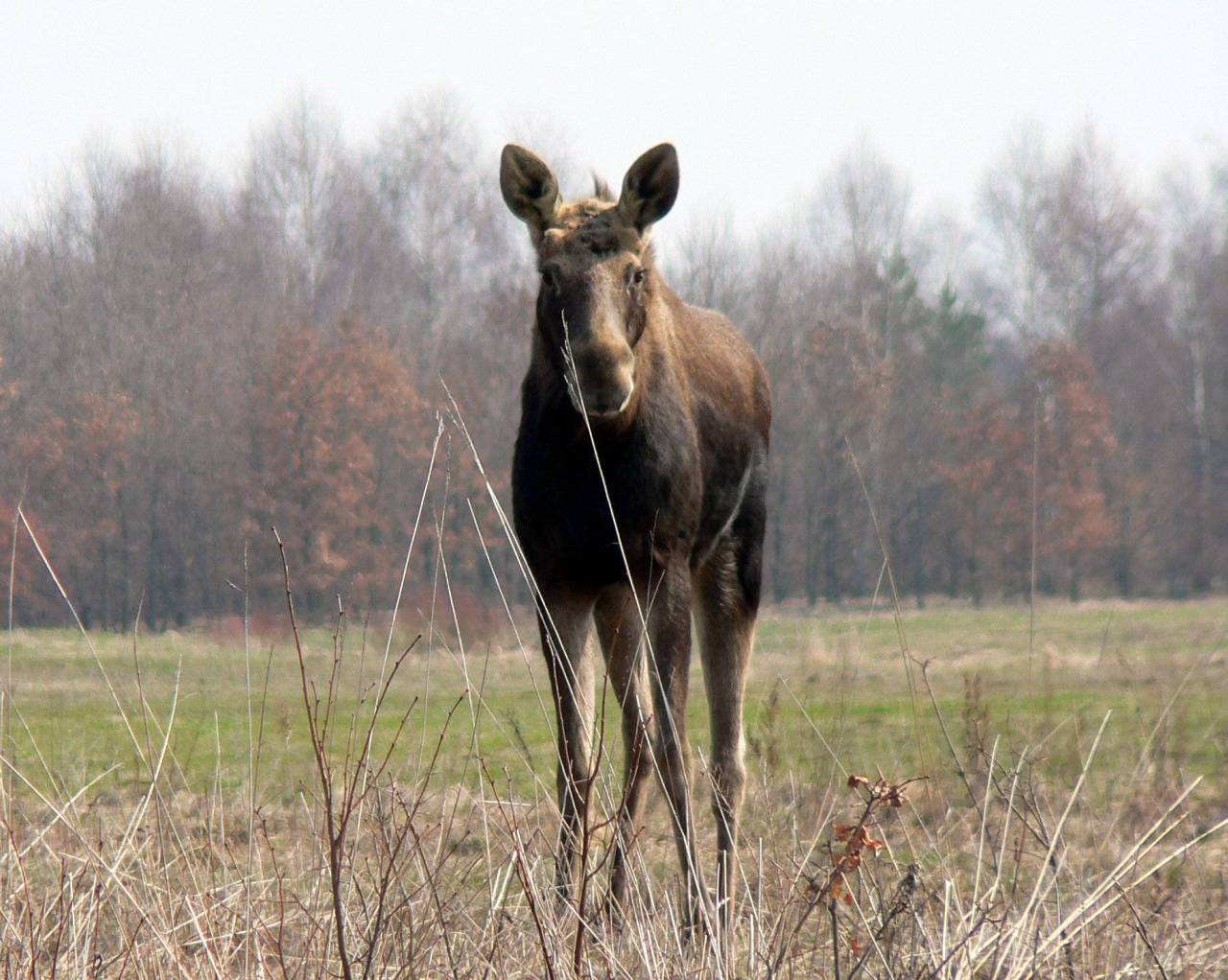
Европейский лось в Кампиноском парке

На территории парка имеется в общей сложности 118 растительных сообществ и произрастает более 1500 видов растений. Преобладают сосновые леса. Лиственные леса растут в основном в болотистой местности. Тем не менее, сосновый лес постепенно заменяется смешанным лесом. Из-за систематической и бездумной вырубки в течение сотен лет 80 % леса состоит из деревьев с возрастом не старше века, однако некоторые деревья имеют возраст более 200 лет и достигают значительной высоты. Росту деревьев благоприятствует богатая минеральными компонентами почва. Флора Кампиноского парка содержит множество элементов различного происхождения из отдаленных географических регионов, а сочетание морского и континентального климата имеет огромное влияние на разнообразие флоры.
Наименее изученным является царство грибов. 125 видов растений находится под строгой охраной, 44 — под частичной.
Парк, в связи с его конкретным смешением сред с очень разными условиями создаёт благоприятные условия для жизни многих видов животных, в том числе является ценным местом гнездования для птиц и важным местом на пути их миграций. В парке зарегистрировано 3000 видов животных, составляющих половину всей польской фауны (в особенности рептилии, амфибии и млекопитающие), однако полагается, что в парке обитает гораздо большее количество видов. Обитают европейский лось, европейская косуля, благородный олень, обыкновенная рысь, кабан, обыкновенный бобр, а также обыкновенные лисицы, барсуки, зайцы, куницы, ласки. Европейский лось является своеобразной официальной торговой маркой леса. Гнездятся серый журавль, чёрный аист, змееяд, серая цапля, орлан-белохвост, коростель, выпь и др. Наименее известно о фауне беспозвоночных, являющейся также и самой многочисленной группой. 220 видов животных строго охраняется.
В парке проводится реинтродукция животных и растений, обитавших ранее в этом районе и вымерших в результате деятельности человека.

## Туризм
Кампиноский национальный парк посещают в течение года около одного миллиона туристов. В их распоряжении около 360 км обозначенных туристических троп, подходящих для пешего и велосипедного движения. Есть 12 мест развлечений и 21 автостоянка. Есть 6 мест, где разрешено разведение открытого огня. Массовые мероприятия, использование парка для образовательных целей, научного и культурного творчества, деятельность производства и торговли, не сказывающейся отрицательно на природе, возможны с письменного разрешения дирекции парка. Есть и лыжный туризм, сезон которого довольно короткий, так как пригородные зимы не очень снежные. Верховой туризм запрещён, кроме случаев, когда вы получаете одноразовый пропуск директора парка, из-за разрушения лесных дорог копытами лошадей. До парка можно добраться на городском транспорте. Многие дороги парка закрыты для проезда машин и мотоциклов, движение транспортных средств разрешается только на дорогах общего пользования, проходящих через парк.

## Культурное наследие
На территории парка и его охранной зоны находится 39 исторических зданий и 1863 исторических объекта. Множество мест национальной памяти, памятников погибших и убитых во время Второй мировой войны, жертв нацистской оккупации, военных кладбищ.
- Пальмирское кладбище — место национальной памяти, где захоронены жертвы массовых экзекуций, расстрелянных германскими оккупационными властями.
- Музей лесного зодчества — музей под открытым небом в селе Граница.

## Научная деятельность
Кампиноский национальный парк выполняет также функции значительного научного и образовательного центра, что позволяет тысячам ученых, студентов, учащихся и других заинтересованных сторон исследовать тайны пущи. В парке работают библиотека, конференц-центр и музеи, издаются книги, брошюры и периодические издания, посвященные пуще. Хотя в парке проводится каждый год около 50-60 исследований, многие вопросы всё ещё ждут решения. Кампиноский национальный парк на протяжении многих лет осуществляет широкое сотрудничество со многими отечественными университетами, в том числе Варшавской главной школой сельского хозяйства, Высшей школой экологии и управления, Католическим университетом Люблина, Варшавским университетом, Лодзинским университетом и Академией физической культуры. Важную роль в диагностике природных явлений, происходящих в парке, также играют исследования и сотрудничество с иностранными учреждениями, такими как ЮНЕСКО (программа «Человек и Биосфера»), Международным союзом охраны природы, EUROPARC.

## Интересные факты
- Так как парк расположен в непосредственной близости от столицы, он является своеобразными «зелёными лёгкими Варшавы».
- В 1903 году на северной окраине пущи, в деревне Леончин, родился писатель, будущий лауреат Нобелевской премии Исаак Башевис Зингер.
- Кампиноской пуще посвящена переделка «Мазурки Домбровского»[5], сложенная накануне польского январского восстания молодежью, скрывающейся от призыва в царскую армию в Кампиносской пуще. Объявление призыва поляков в российскую армию приблизило восстание.